# Аниховка
Аниховка — село в Адамовском районе Оренбургской области. Административный центр Аниховского сельсовета. Проживают русские и казахи.

## География
Посёлок находится в восточной части региона, в подзоне типчаково-ковыльных степей, у реки Жангызагаш.
Климат
Климат характеризуется как резко континентальный с морозной зимой и жарким летом. Среднегодовая температура воздуха составляет 1,5 °C. Абсолютный максимум температуры воздуха составляет 42 °C; абсолютный минимум — −42 °C. Среднегодовое количество атмосферных осадков составляет 280—330 мм. При этом около 75 % осадков выпадает в тёплый период. Снежный покров держится в среднем около 152 дней в году.

## История
Село образовано в начале XX века переселенцами с Украины. Названо в честь землемера А. Л. Аниховского. В 1910 году Аниховка волостной центр. К 1917 г. в селе насчитывалось до 150 дворов, но в период голода 1921—1922 г. население села резко уменьшилось, часть жителей вернулась на Украину.
В 1928 году появилась сельскохозяйственная артель «1-е Мая», на базе которой в 1930-е образовался колхоз «По стопам Ленина».

## Население
| 2010 |
| ---- |
| 932  |

Национальный состав
Согласно результатам переписи 2002 года, в национальной структуре населения русские составляли 42 %, казахи 27 % из 1116 чел..

## Инфраструктура
Развито сельское хозяйство.

## Транспорт
Находится на перекрёстке двух автодорог межмуниципального значения: «Подъезд к с. Аниховка от а/д Адамовка — гр. Республики Казахстан» (идентификационный номер 53 ОП МЗ 53Н-0202110) и «Аниховка — Обильный» (идентификационный номер 53 ОП МЗ 53Н-0206000).
Остановка общественного транспорта «Аниховка».